# 小谷城
小谷城（おだにじょう）は、滋賀県長浜市（旧東浅井郡湖北町伊部、かつての近江国浅井郡）にあった戦国時代の日本の城（山城）。城跡は国の史跡に指定されている。

## 概要
日本五大山城の一つに数えられる。標高約495mの小谷山（伊部山）から南の尾根筋に築かれ、浅井長政とお市の方との悲劇の舞台として語られる城である。
戦国大名浅井氏の居城であり、堅固な山城として知られたが、元亀・天正の騒乱時、4年にわたり織田信長に攻められ落城した。その後、北近江の拠点は長浜城に移されたために廃城となった。現在は土塁・曲輪などのほか、先駆的に取り入れられた石垣なども遺構として残っている。国の史跡に指定されている。

## 歴史・沿革

### 築城
『 浅井三代記』によると、

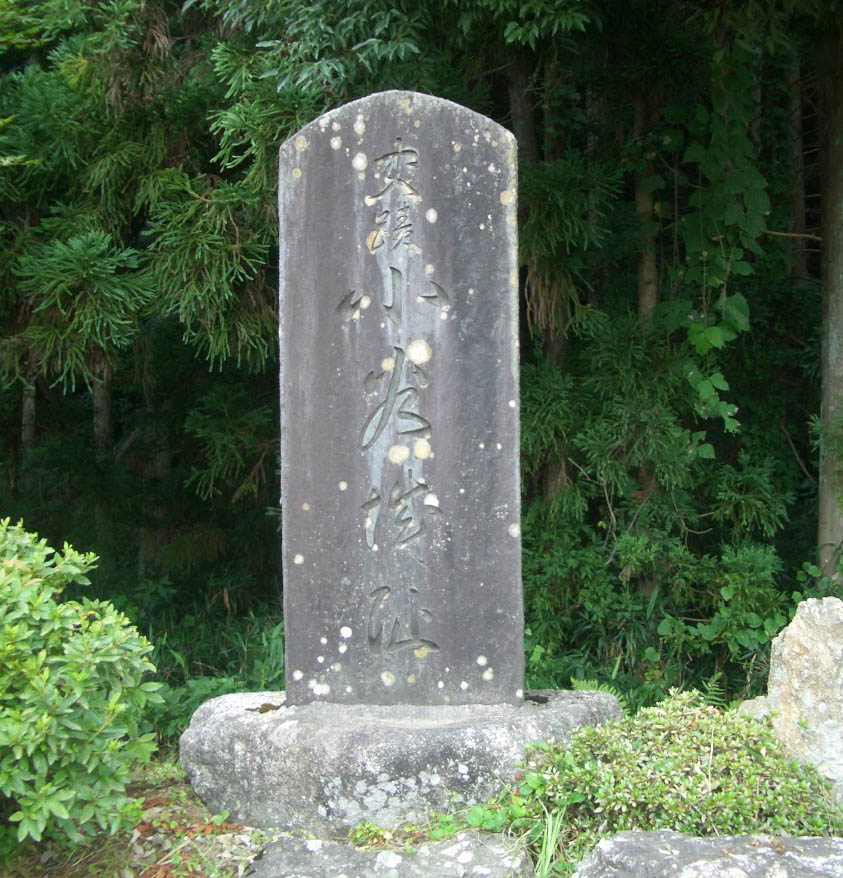
小谷城址の石碑

とあり、「1516年（永正13年）9月28日に着工同年10月20日に完成」という記述がある。しかし、浅井三代記の記述には疑問点も多く、その後の1525年（大永5年）、六角定頼が江北に侵攻した際、浅井亮政が小谷城にて篭城戦をしたことから、その1,2年前の1523年（大永3年） - 1524年（大永4年）築城説が有力である。この2説以外にも諸説あるが、いずれにせよ大永5年迄に築城されていたと思われる。その後1538年（天文7年）にも六角定頼が攻め込んだが、この時も浅井亮政は小谷城を退城し美濃国に逃亡した。

### 織田との攻防

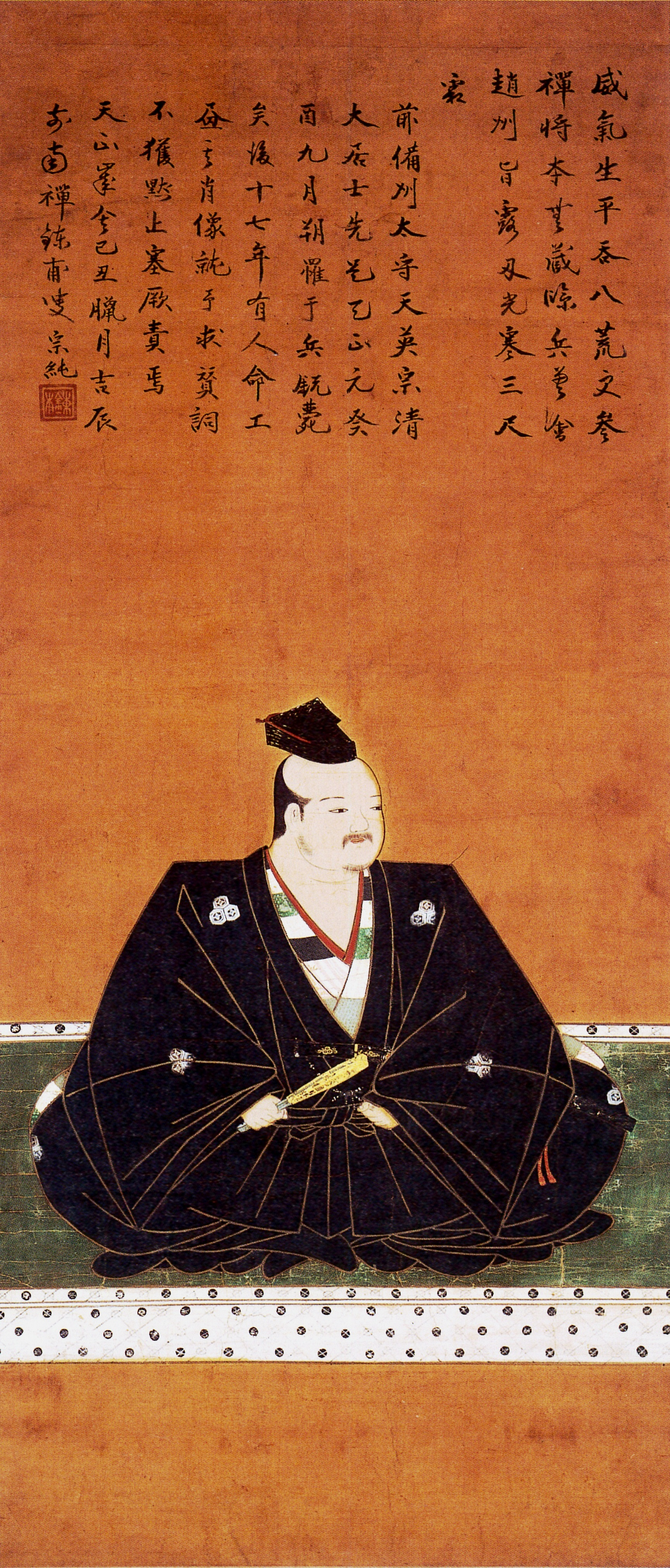
浅井長政画像

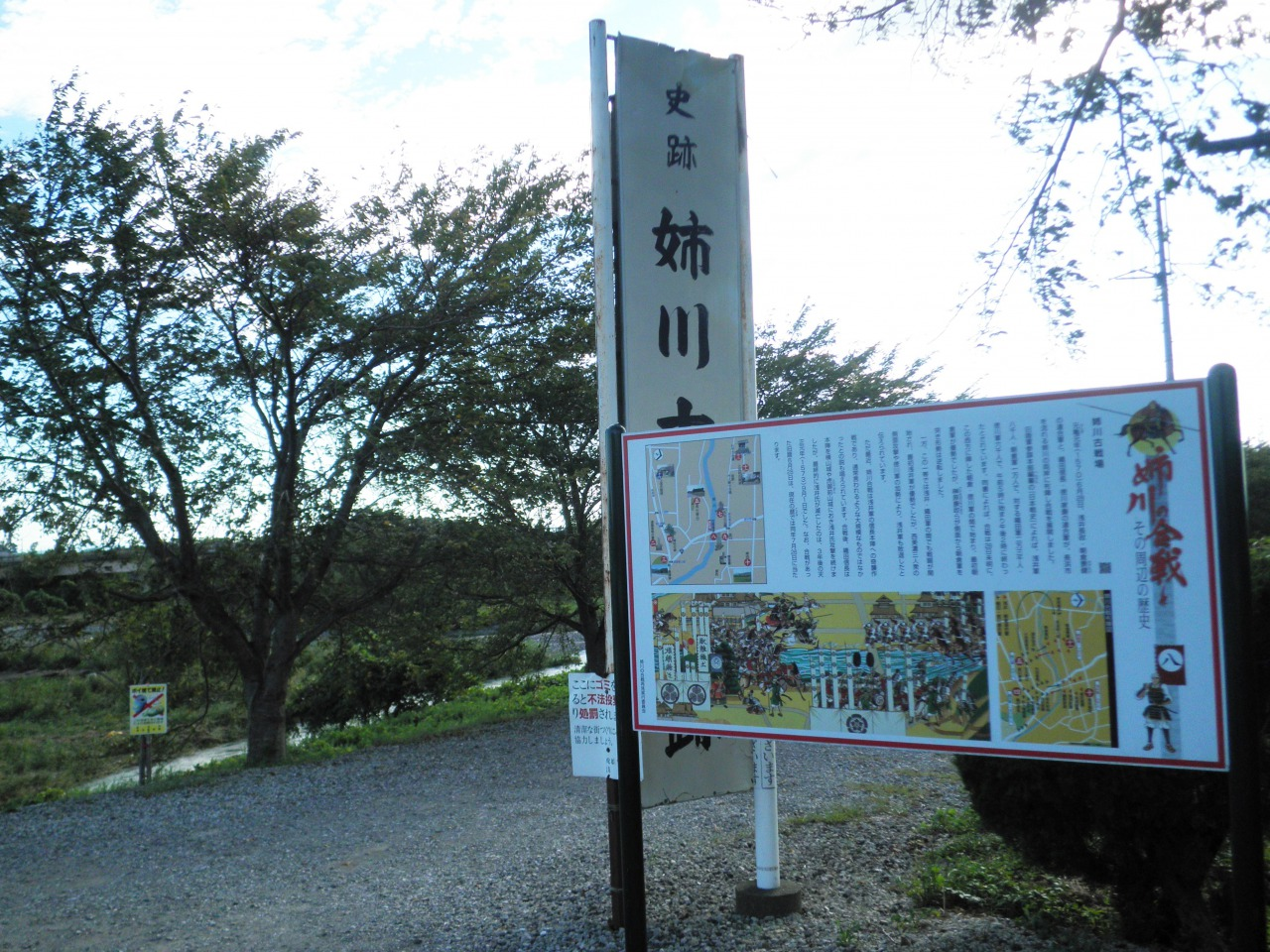
姉川古戦場跡

亮政の孫長政は元亀・天正年間に朝倉義景とともに織田信長と戦ったことで知られる。元亀元年（1570年）6月の小谷城から南に5キロほどの地点で繰り広げられた姉川の戦いでは浅井・朝倉連合軍と織田・徳川連合軍が激突し、織田軍が勝利したものの、信長は小谷城の堅固さを考慮して城攻めを断念、姉川南岸にあった浅井氏の支城横山城を攻略し、有力武将の木下秀吉（のちの豊臣秀吉）を配置し、浅井氏に対する前線基地とした。
その後もしばらく小谷城から出る浅井軍と織田軍とで争いがあったが、各拠点を守る磯野員昌（佐和山城）・宮部継潤（宮部城）ら浅井軍の諸将が徐々に寝返っていき、付城も横山城から、小谷城の南側の正面にある虎御前山へと前進した。しかし、一方で小谷城・丁野城・山本山城と小谷城から琵琶湖まで東西に並んだ支城は落城せず、小谷城の包囲へは持ち込めずにいた。
1573年（天正元年）8月8日、山本山城の守将である阿閉貞征が羽柴秀吉（7月ころに名字を木下から羽柴に改める）の調略に乗って織田方に寝返った。この城が手に入ったことで織田方は小谷城の包囲が可能になり、信長はその日の夜半に岐阜城を進発し、10日には越前から小谷城への北国街道のルートを封鎖することに成功した。このため援軍に赴いた朝倉義景の軍勢（2万といわれる）は小谷城に入ることができず、余呉や木ノ本などに布陣した。この混乱の中で焼尾の砦を守る浅見対馬守が降伏した。焼尾は小谷城と峰続きである大嶽の砦の北麓にあるため、信長は小谷城攻略の意思をさらに固めた。
8月12日（グレゴリオ暦9月8日）、畿内一帯に嵐が襲来した（京都などでも被害の記録がある）。この嵐を好機と見て信長はこの日自ら浅見対馬守の手引きで大嶽を攻撃、落城させることに成功した。さらに翌日には形勢不利と見た朝倉軍が撤退するところを一気に強襲し、朝倉軍に壊滅的な打撃を与えた（刀根坂の戦い）。信長は嫡男・織田信忠の手勢などを押さえに残して越前に攻め込んで朝倉氏を滅亡させたのち、8月26日には虎御前山に帰陣した。翌8月27日、羽柴秀吉の軍勢が清水谷の急傾斜から小谷城京極丸を急襲して陥落させ、本丸を守る長政と小丸を守る長政の父・久政を分断させることに成功した。その日のうちに小丸を落城させ、久政は自害した。さらに本丸も落ち、9月1日、長政は本丸の袖曲輪にある赤尾屋敷で自刃し、ここに浅井氏は滅亡した。

### 廃城

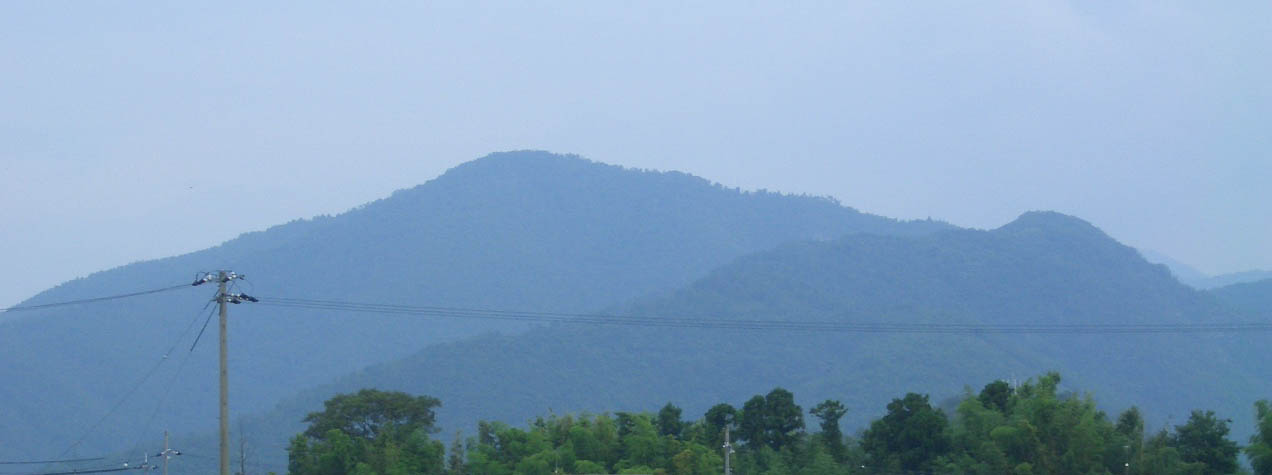
小谷山

その後、浅井氏の旧領のうち伊香郡・浅井郡・坂田郡は羽柴秀吉に与えられるが、秀吉は琵琶湖から離れた小谷城を嫌い、1575年（天正3年）に北国街道と琵琶湖に面しており港もある今浜に新たに築城して居城とした（長浜城）。そのため小谷城は廃城となり、現代に至っている。
1937年（昭和12年）4月17日、国の史跡に指定された。

### 歴代三代城主
| 初代     | 二代     | 三代     |
| -------- | -------- | -------- |
| 浅井亮政 | 浅井久政 | 浅井長政 |

最後の城主は羽柴秀吉であるが、居城としていた期間は短く、小谷城は浅井氏の発展と共に築城し、浅井氏の滅亡と共に廃城となった。

## 城郭

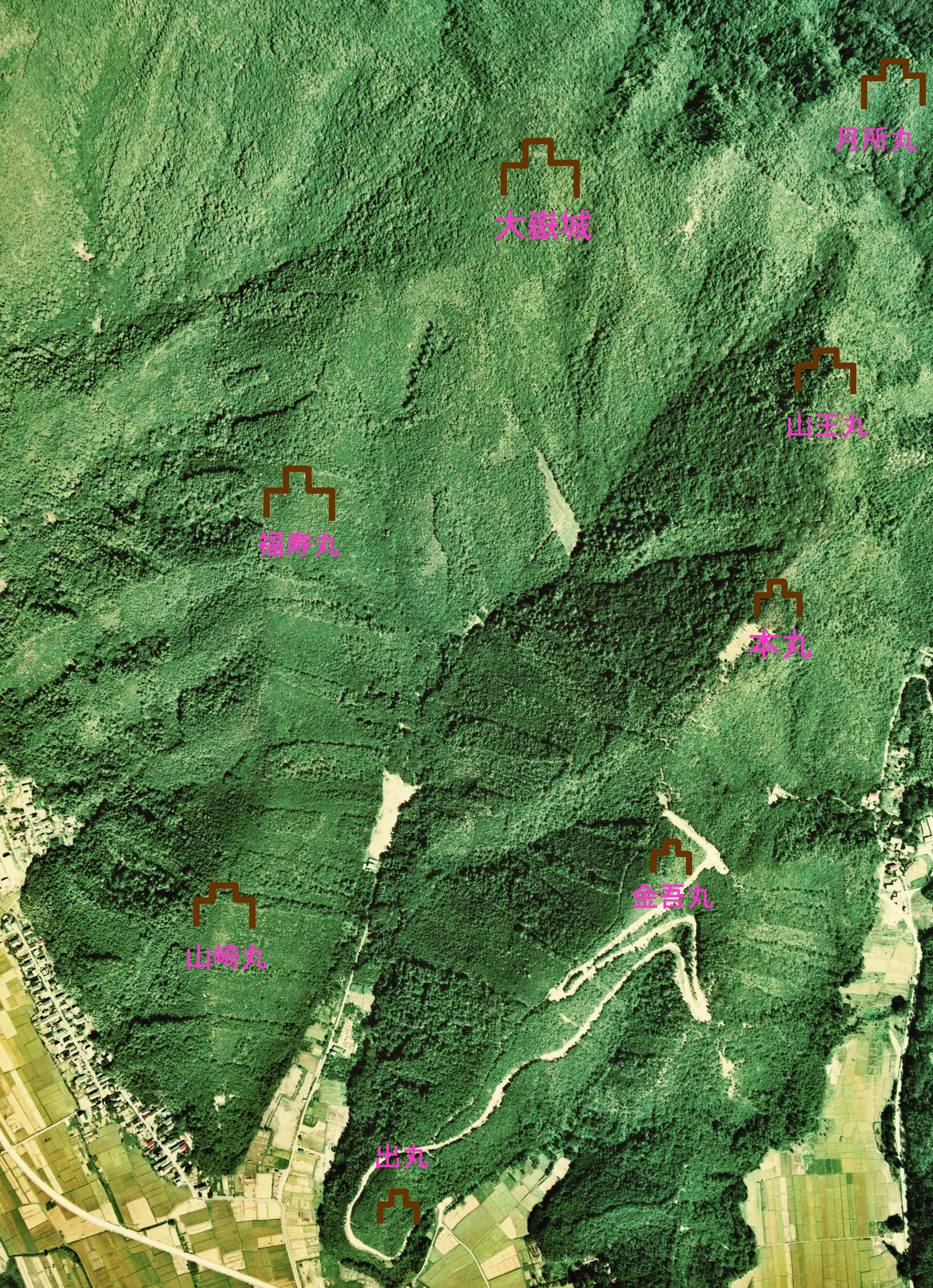
小谷城跡の曲輪分布図

小谷山一帯の尾根筋や谷筋をそのまま活用した南北に長い山城で、築城当時は現在の本丸跡よりさらに北に位置する大嶽城付近に本丸があったと考えられている。久政、長政によって代々拡張が重ねられ現在の城郭になった。落城後長浜城の建築資材とするため小谷城は解体されてしまったが、山王丸付近に現存する大石垣をみる限り当時としては先進的で大規模な城であったと推察される。

### 主郭部
城は多くの郭によって構成されており、本丸とその奥に続く中丸との間には深さ5〜10メートルほどの堀切があり主として南北2つの部分に分けることができる。これらの郭を守る形で武家屋敷跡が点在し、清水谷などの要所には重臣の屋敷が配置されていた。

#### 御茶屋敷曲輪・御馬屋敷曲輪
御茶屋敷曲輪は番所跡の上にある曲輪で、主郭部の最先端にある。曲輪は一郭で中央に低い土塁があり、名称は「御茶屋敷」と伝承されているが、歴とした軍事施設になっている。
御馬屋敷曲輪は本丸を防備するために築かれ、三方を高い土塁で囲まれている。また御馬屋敷曲輪の清水谷の斜面側にはいくつかの竪堀が見受けられる。またこの近くには馬洗池跡があり、南北9m×東西6.6mの石組みの池で中央に仕切りがある。また黒金門跡の手前に首据石があり、今井秀信を神照寺で殺害し首をここにさらしたとの伝承がある。

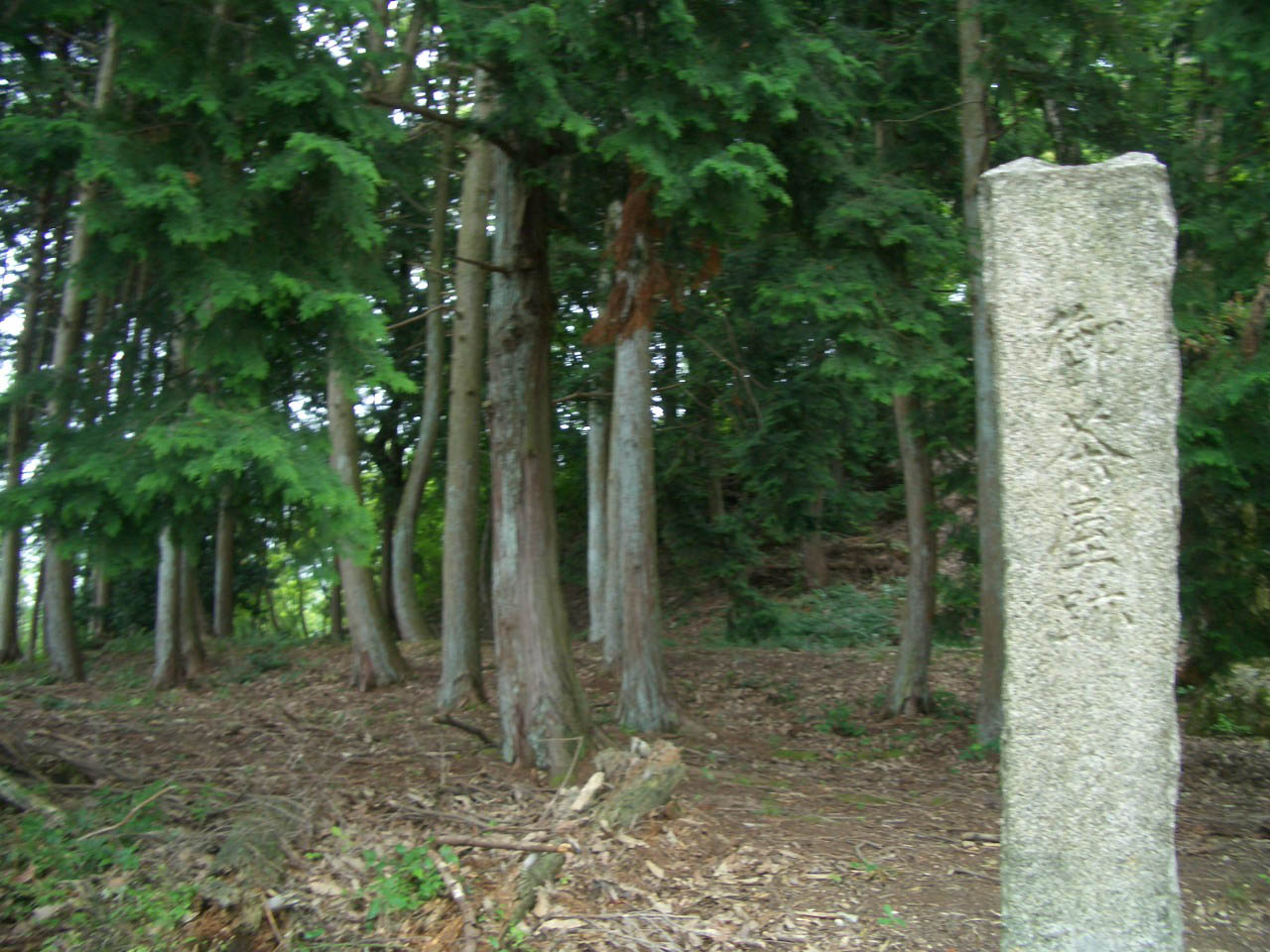
御茶屋跡曲輪
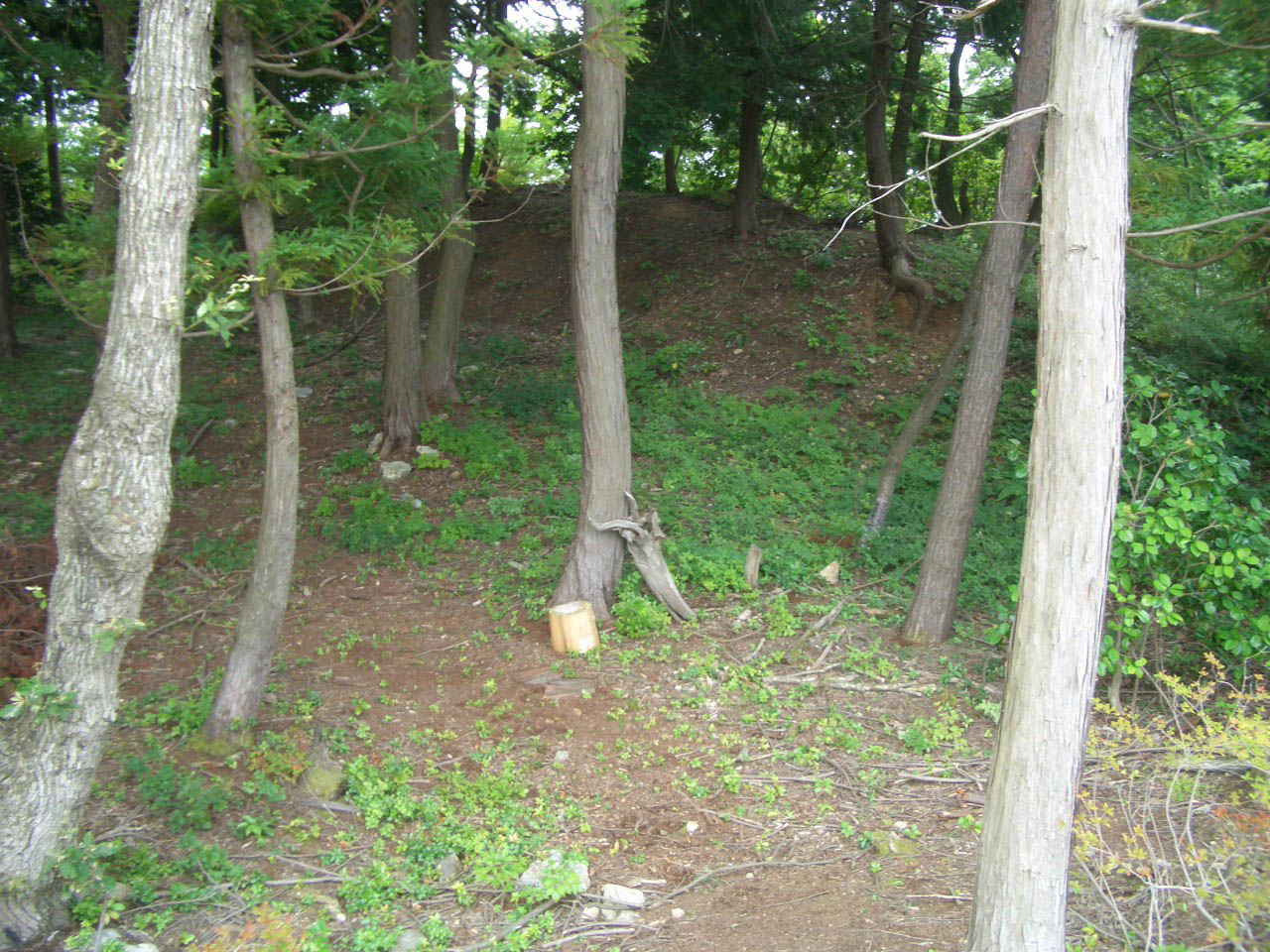
御馬屋敷曲輪
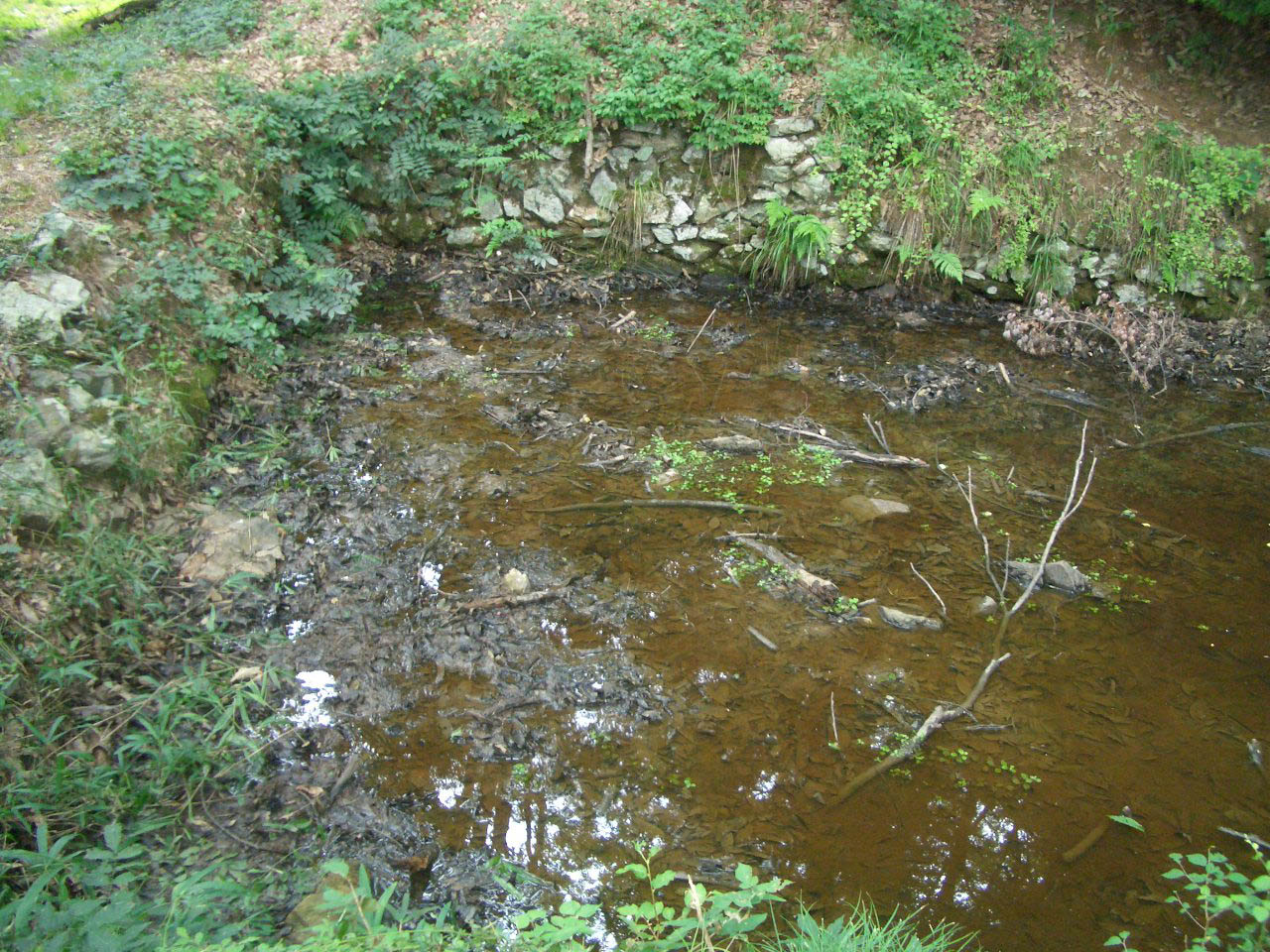
馬洗池跡
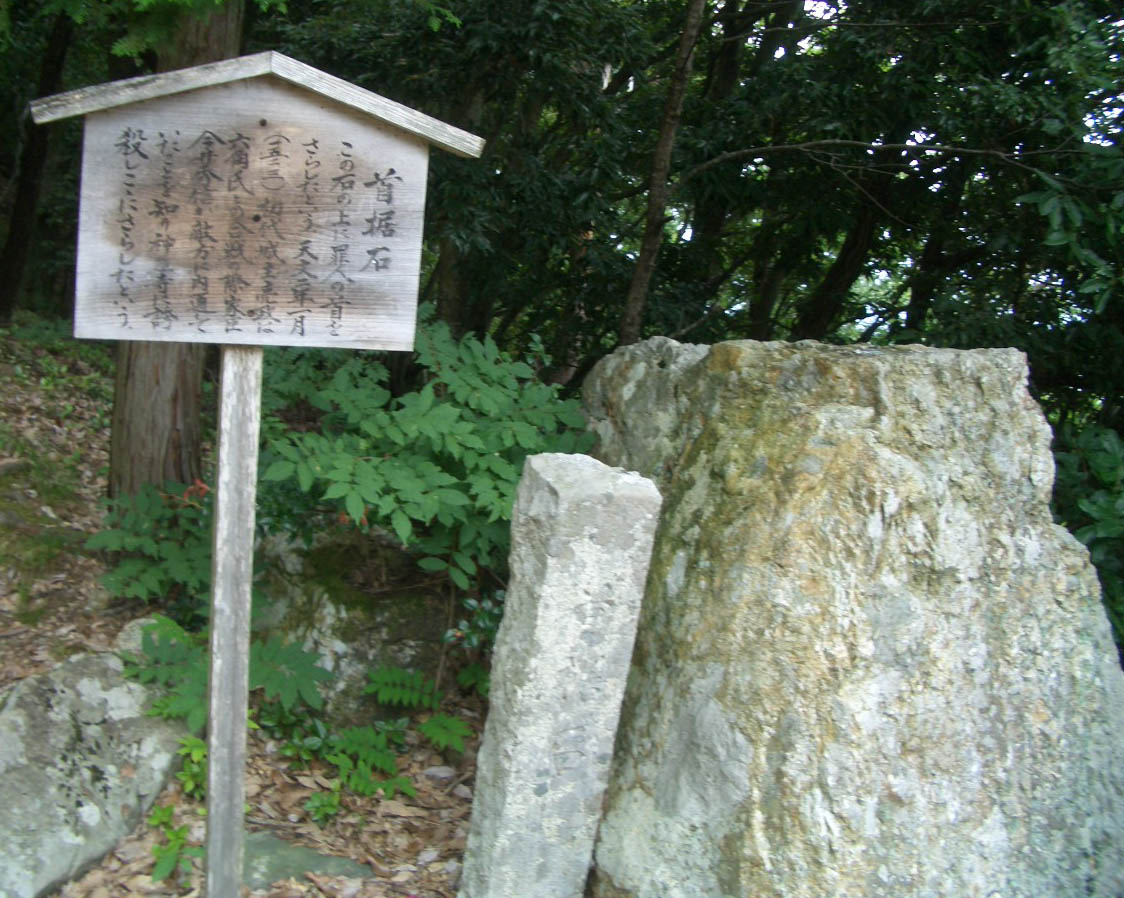
首据石

#### 本丸・大堀切

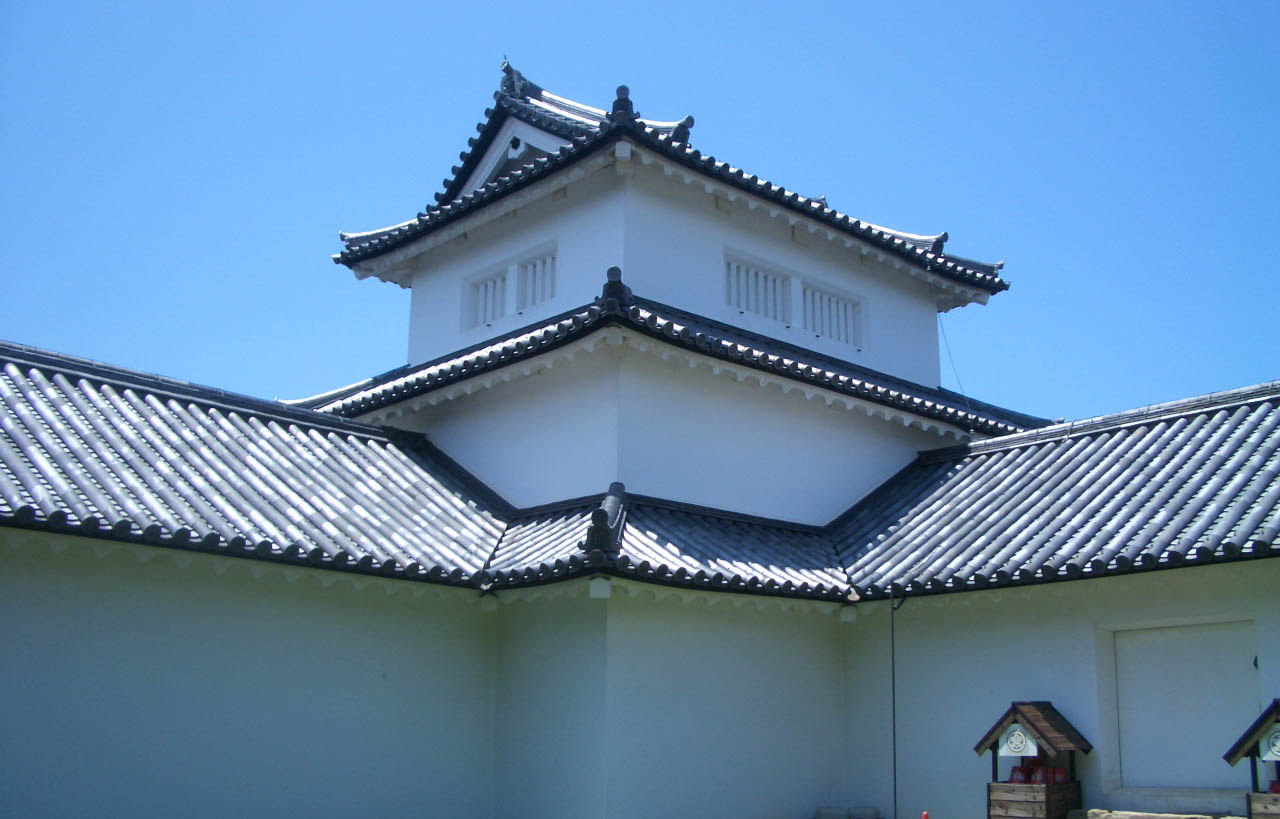
彦根城の西の丸三重櫓

本丸曲輪は江戸時代中期の小谷城古絵図には「鐘丸共」と記載されているので、鐘丸として機能していたと思われている。南北40m×東西25mの規模があり、上下二段から成り立っている。また東西の裾には土塁があり、本丸下の千畳敷曲輪方向には石垣が築かれている。この本丸跡に『戦国大攻城戦』では二層天守が築かれていた可能性を指摘している。他に、小谷城の天守が長浜城に、次いで彦根城の西の丸三重櫓として移築されたとの伝承があるが、1955年（昭和30年）の解体修理ではそのような形跡は発見されなかった。これは、1853年（嘉永6年）に8割近くが大修理を施されたため、築城当時の建築物が失われている可能性も指摘されている。また、この北側には深さ10m×幅15m×長さ40mからなる大規模な堀跡がある。ここから上部と下部を明確に分断している。『戦国の堅城』によると、上部の曲輪はこの堀切があることで、下部の曲輪で食い止め強固に守られる反面、上部から下部へ、下部から上部への戦力の柔軟な運用を難しくしている点が指摘されている。

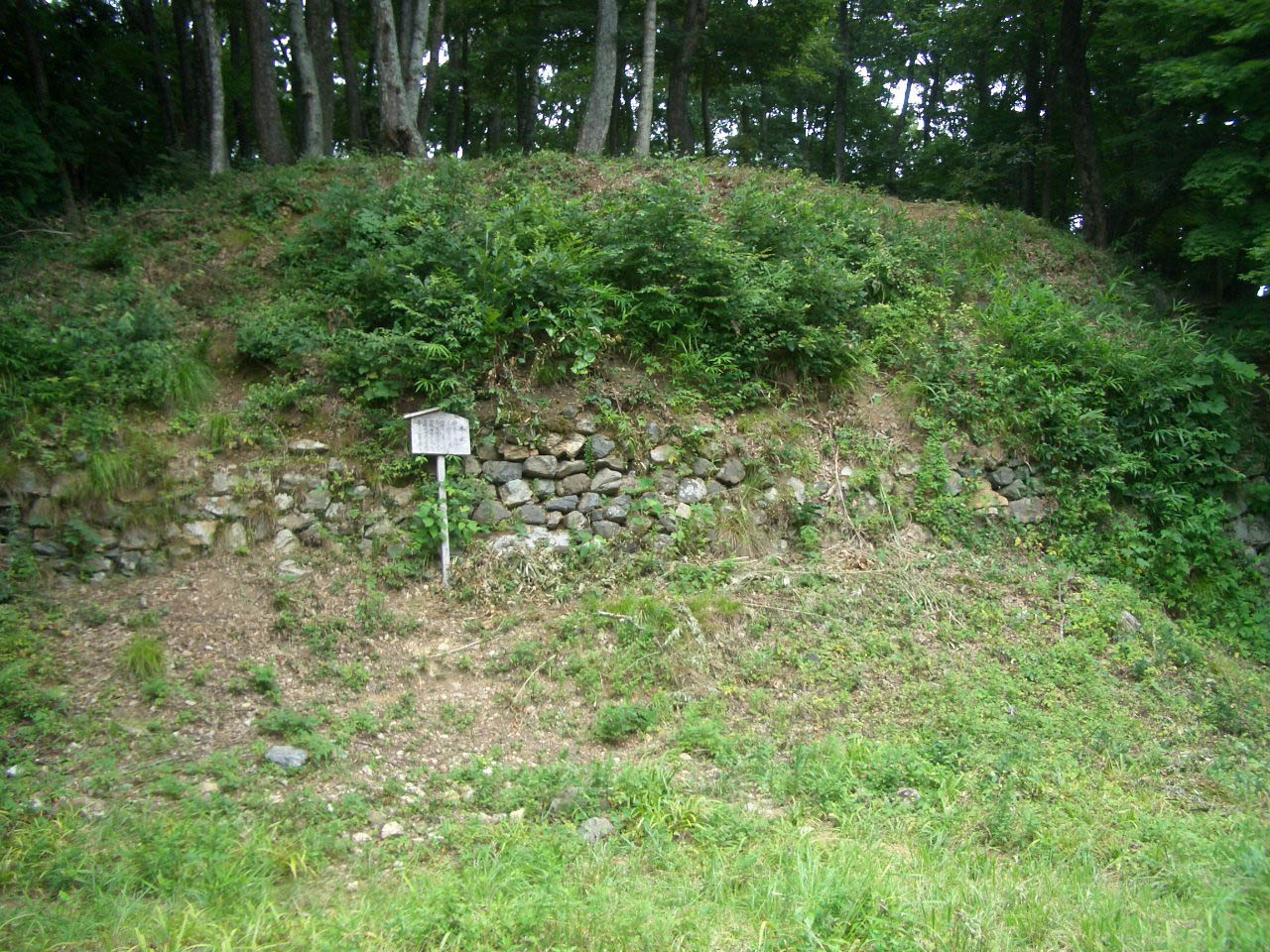
本丸下にある石垣
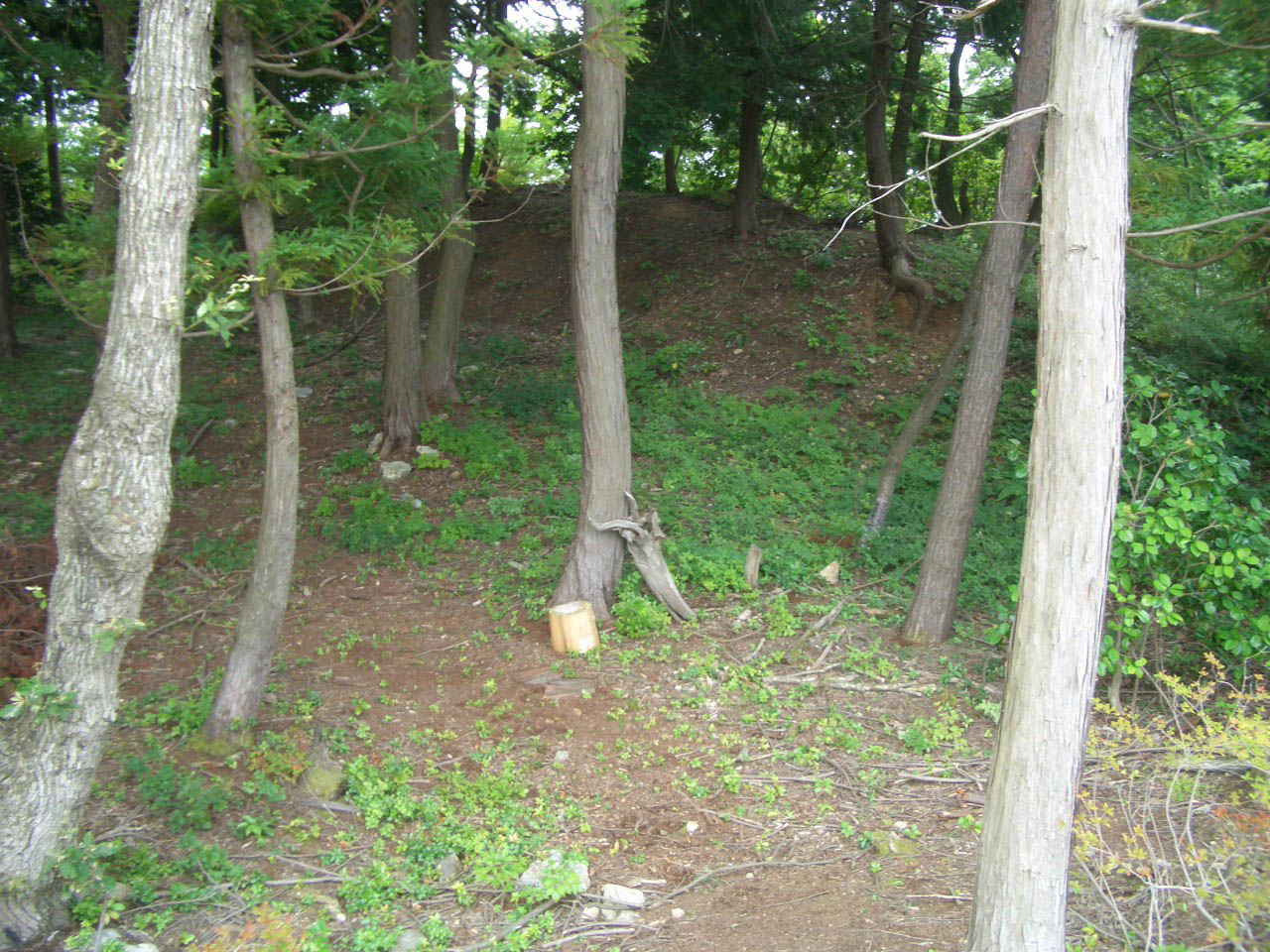
本丸
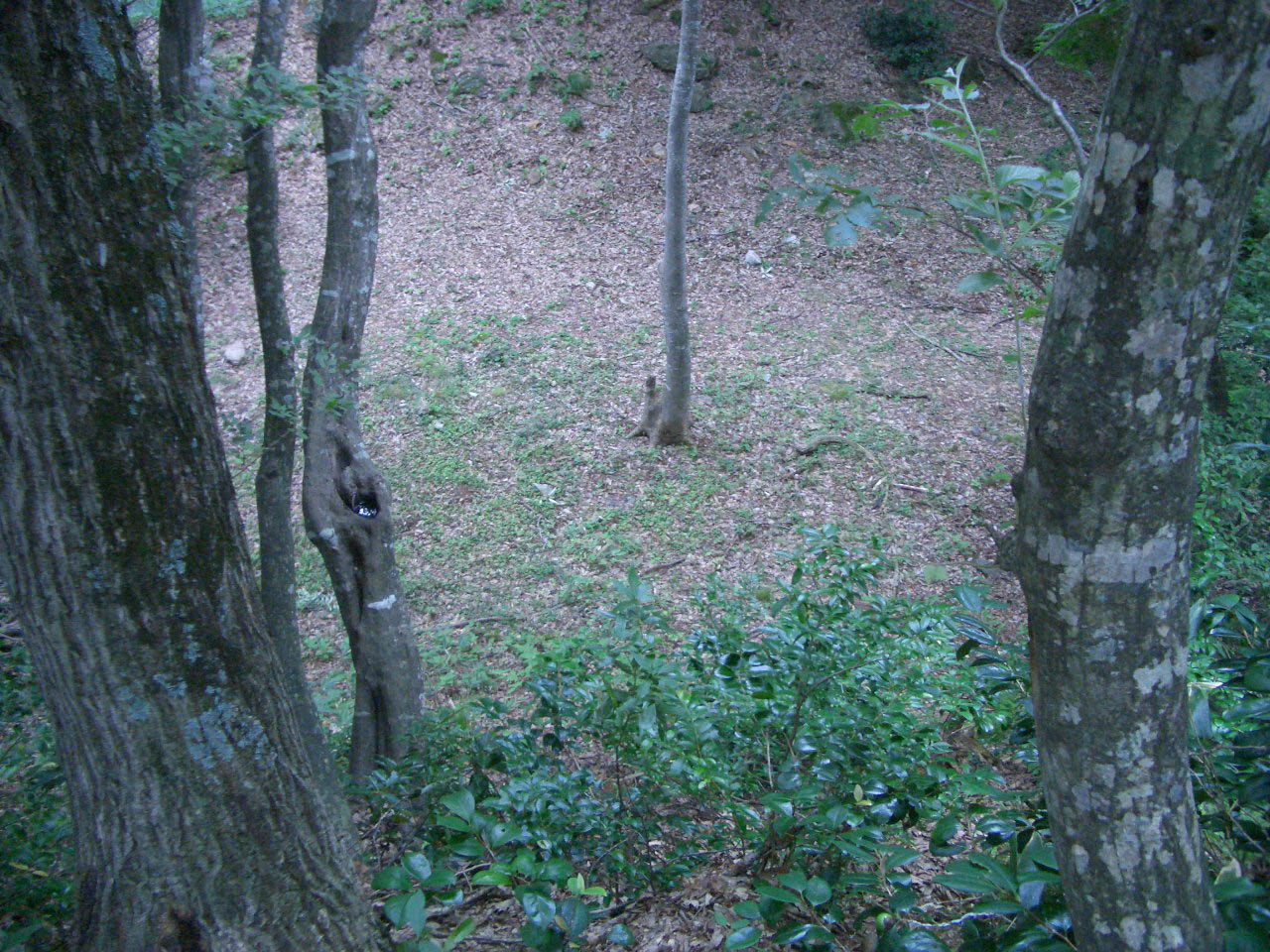
大堀切
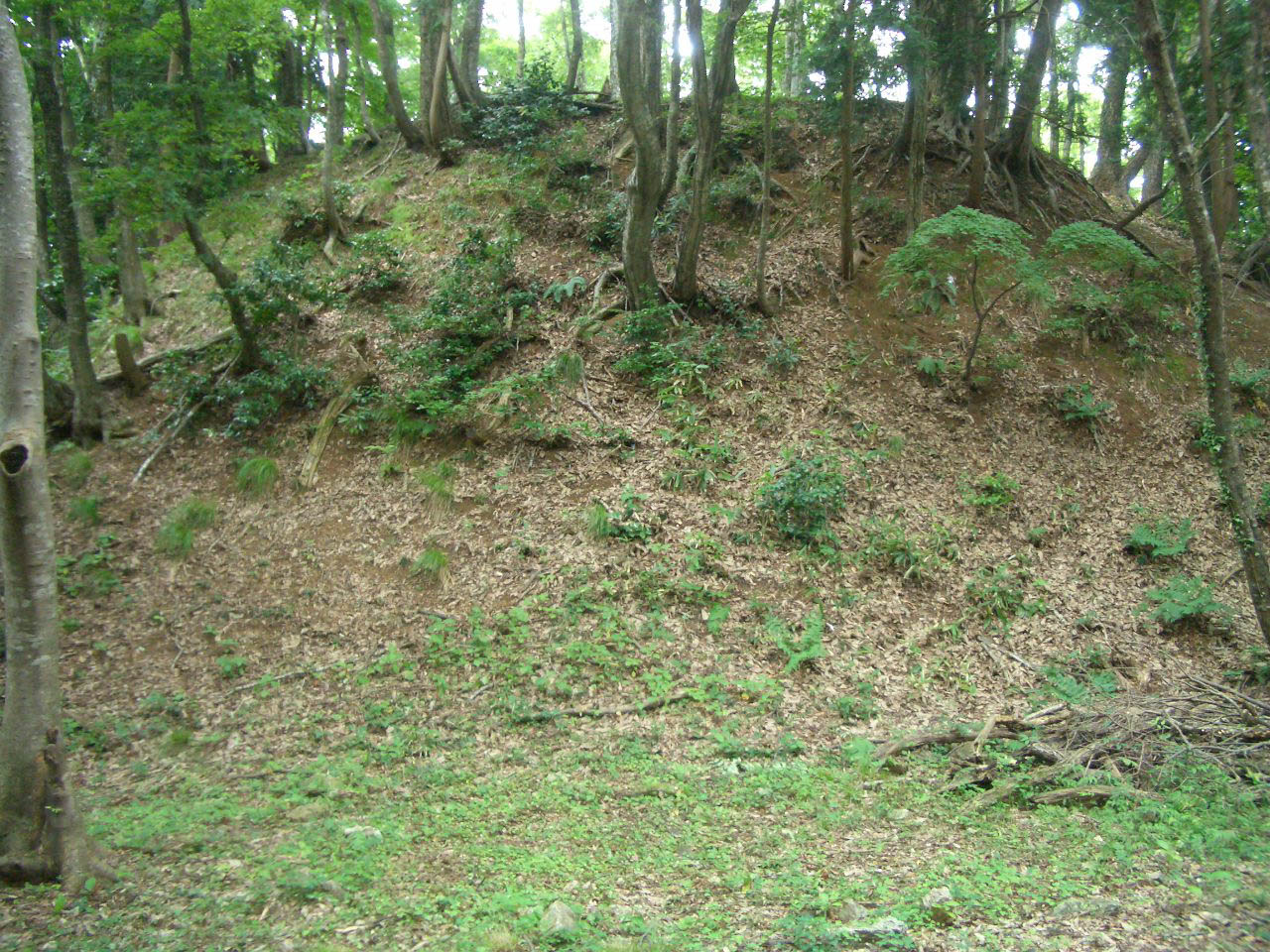
大堀切

#### 京極丸・小丸・山王丸
堀切より北側には、中丸、京極丸、小丸、山王丸と続いている。中丸は大堀切の北側にあり、三段からなる階段曲輪で、それぞれの段で横矢を築いている。
京極丸は京極氏の屋敷があったと伝承されている場所で、京極高次（母は浅井久政の娘京極マリア）がここで生まれたとされる。また、浅井亮政が旧主京極氏を幽閉していた場所だったので京極丸と名づけられたともいわれている（この曲輪は、『信長公記』によって同時代においてもこの名前で呼ばれていた）。城内では千畳敷曲輪に次ぐ二番目に広い曲輪跡である。
京極丸の北側に小丸がある。この場所は浅井久政が切腹し果てた場所で、左右2段の曲輪からなる。
主郭部の最も北側にあるのが山王丸である。山王丸は神社が祀っていたと考えられ、現在は名称が小谷神社にかわり小谷寺の一角へ移っている。4段から成り、詰めの曲輪でもある。また、山王丸の東側には高さ5mからなる大石垣があり、また各曲輪の虎口にも石垣が確認できる。『戦国の堅城』ではこれらの石垣は浅井氏の権力の象徴となっていた可能性を指摘している。石垣は鉄砲が伝来すると共に急速に広がっていくが、まだ戦国時代末期では国人の私的権力では構築が困難で、寺社に属する石工集団を動員する必要がある。近江国では六角氏のような守護に近い権力が必要であった。そこで浅井氏は自らの権力を配下の国人衆や、浅井氏の湖北での正当性や優位性を見せつける必要があり、石垣が築かれることによって浅井氏も国人から戦国大名になったのではないかと指摘している。

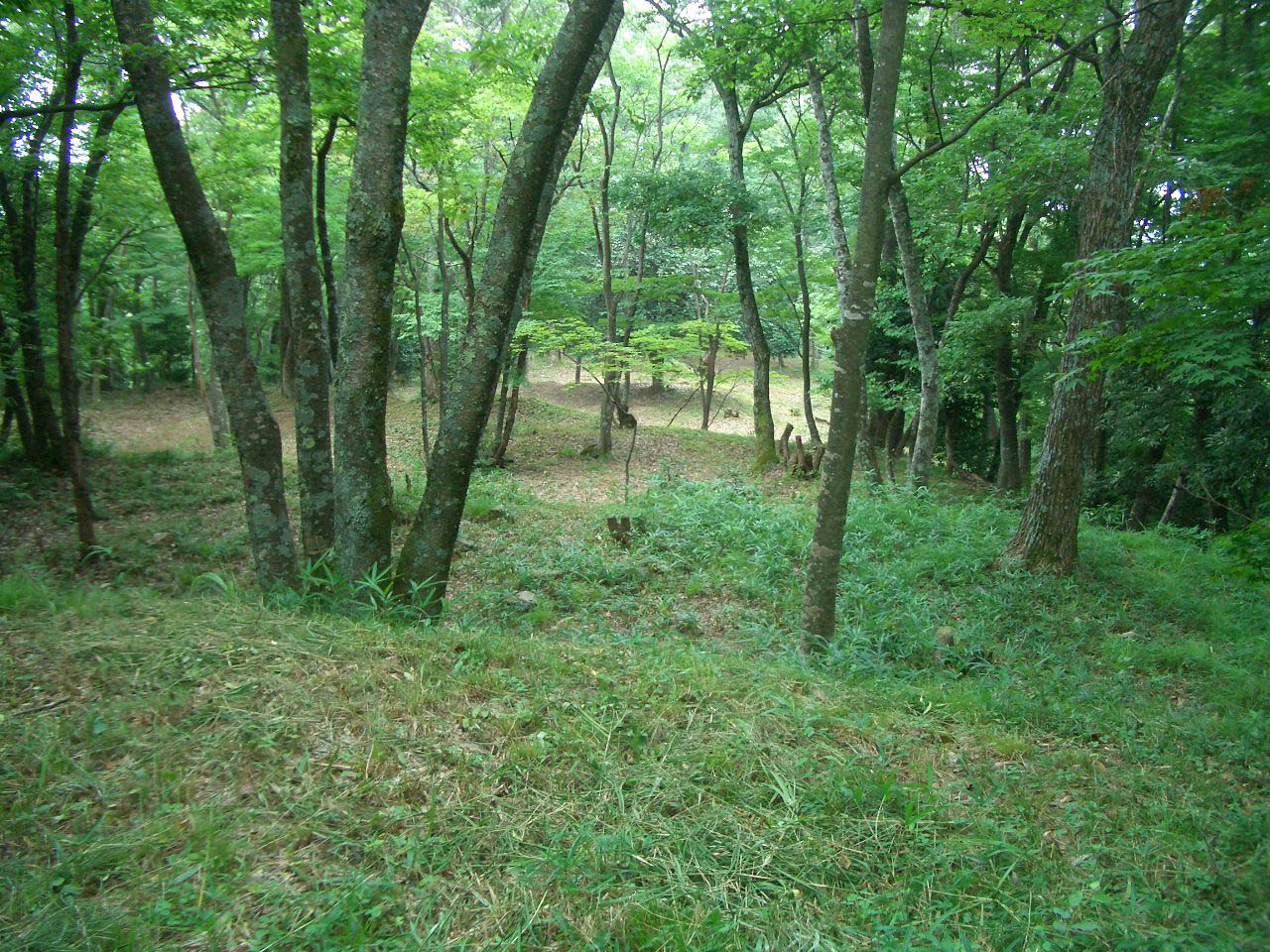
中丸跡
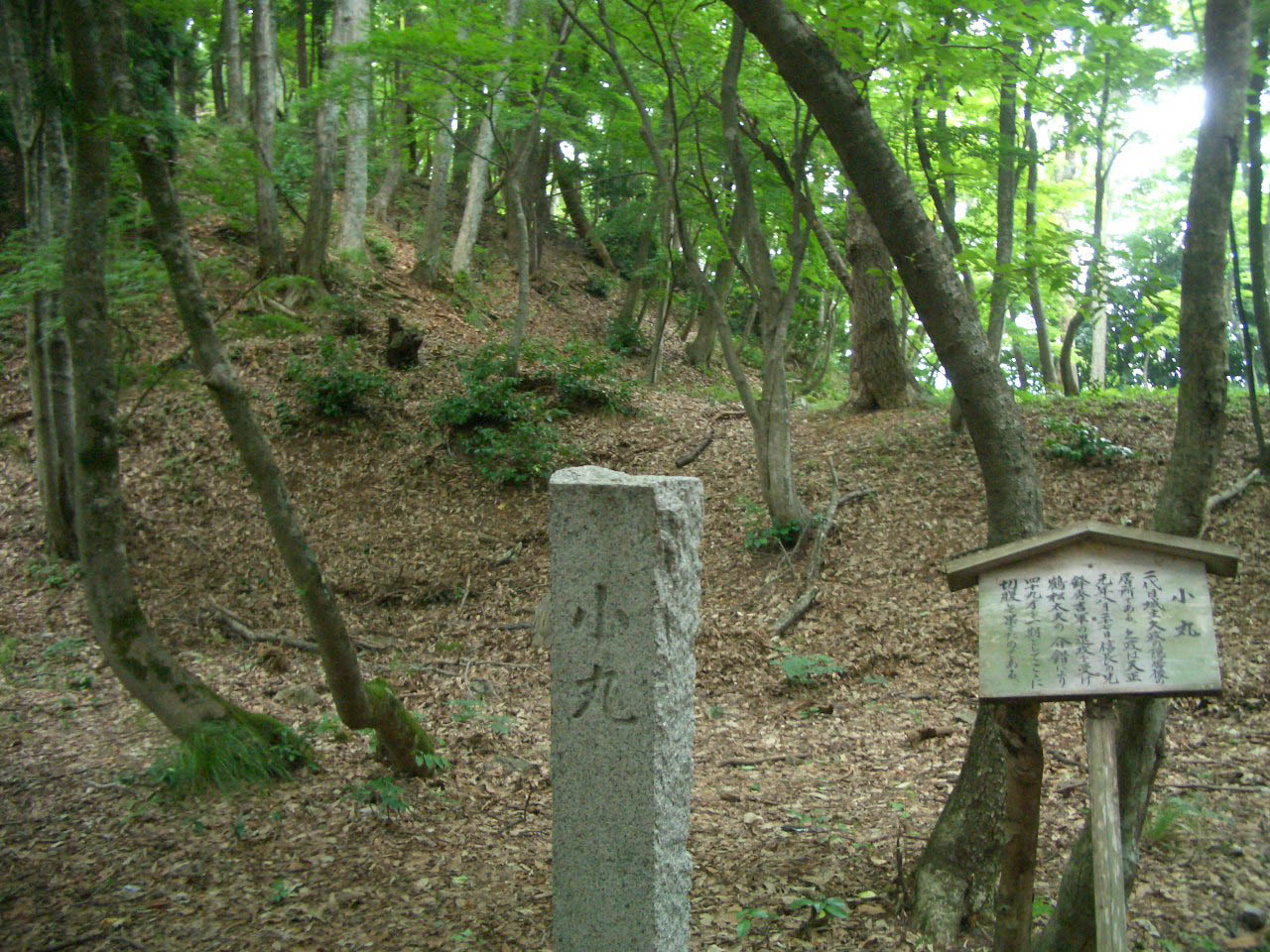
小丸跡
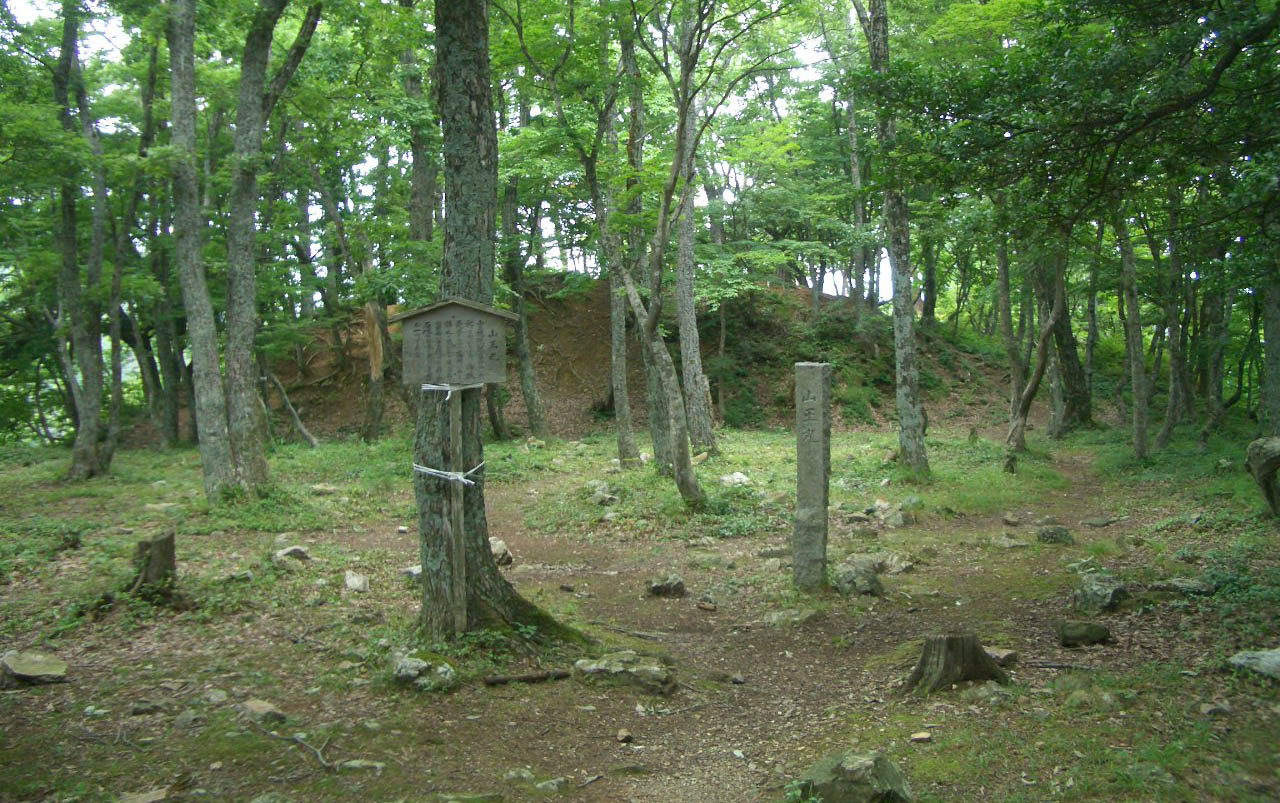
山王丸跡
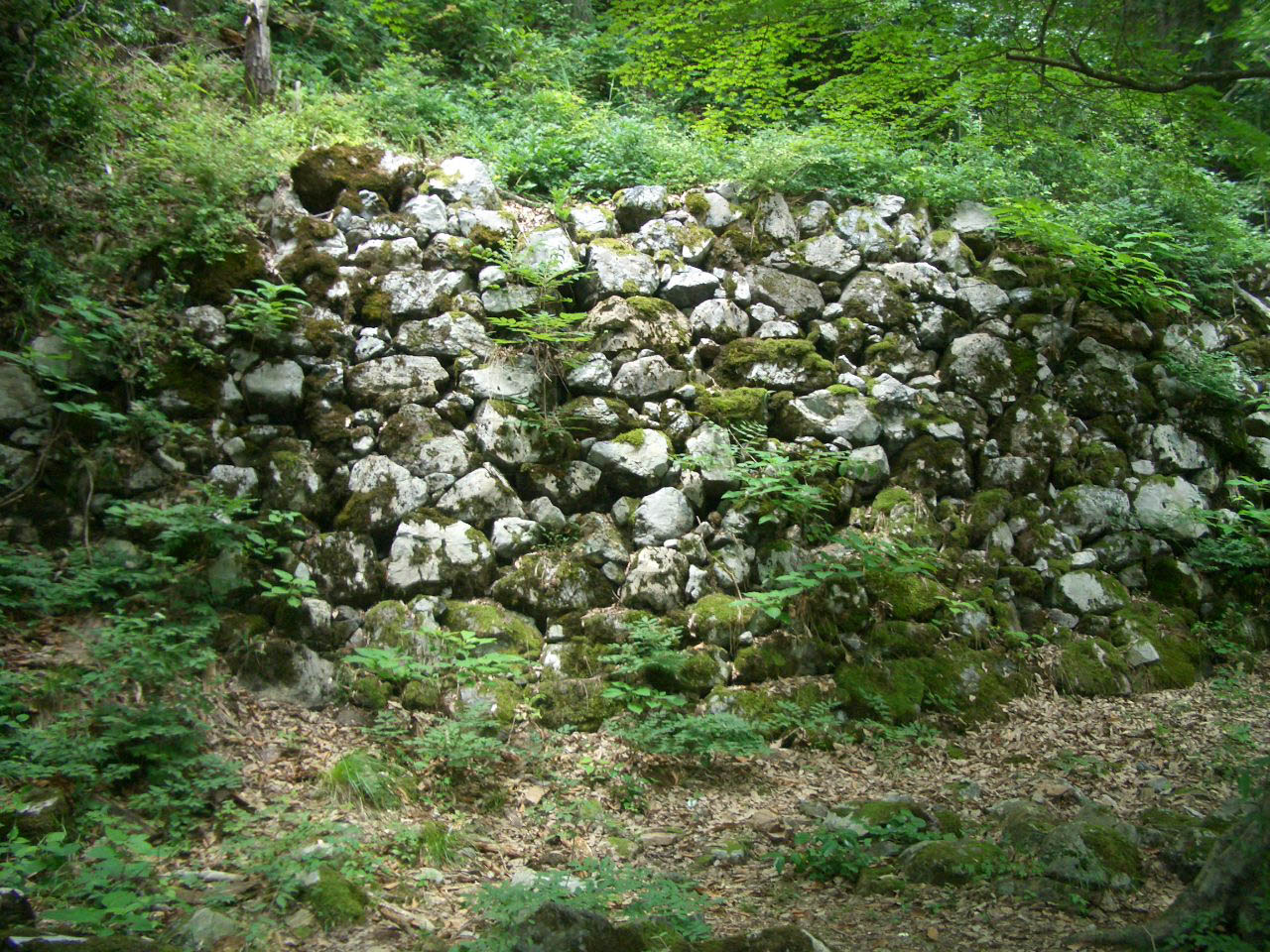
大石垣

#### 金吾丸
大永5年に朝倉宗滴が入城、5ヶ月間在城し六角定頼との調停をした際に使用された。

#### 月所丸
尾根に複数の堀切と土塁が残る。

### 大嶽城

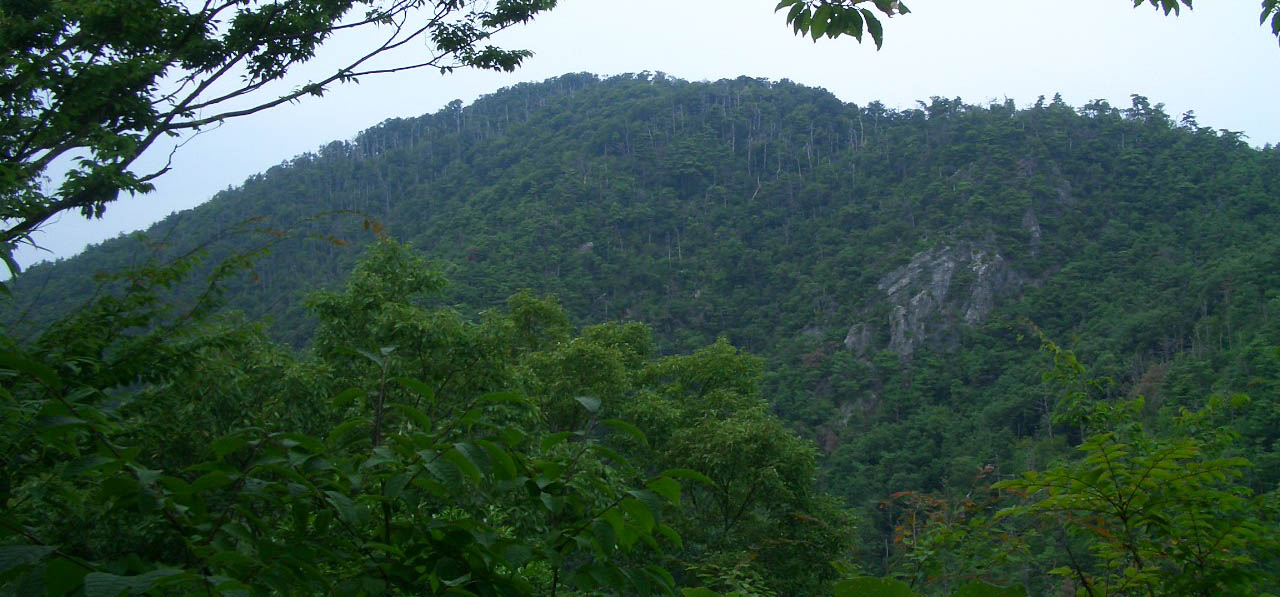
山王丸から大嶽城方向を撮影

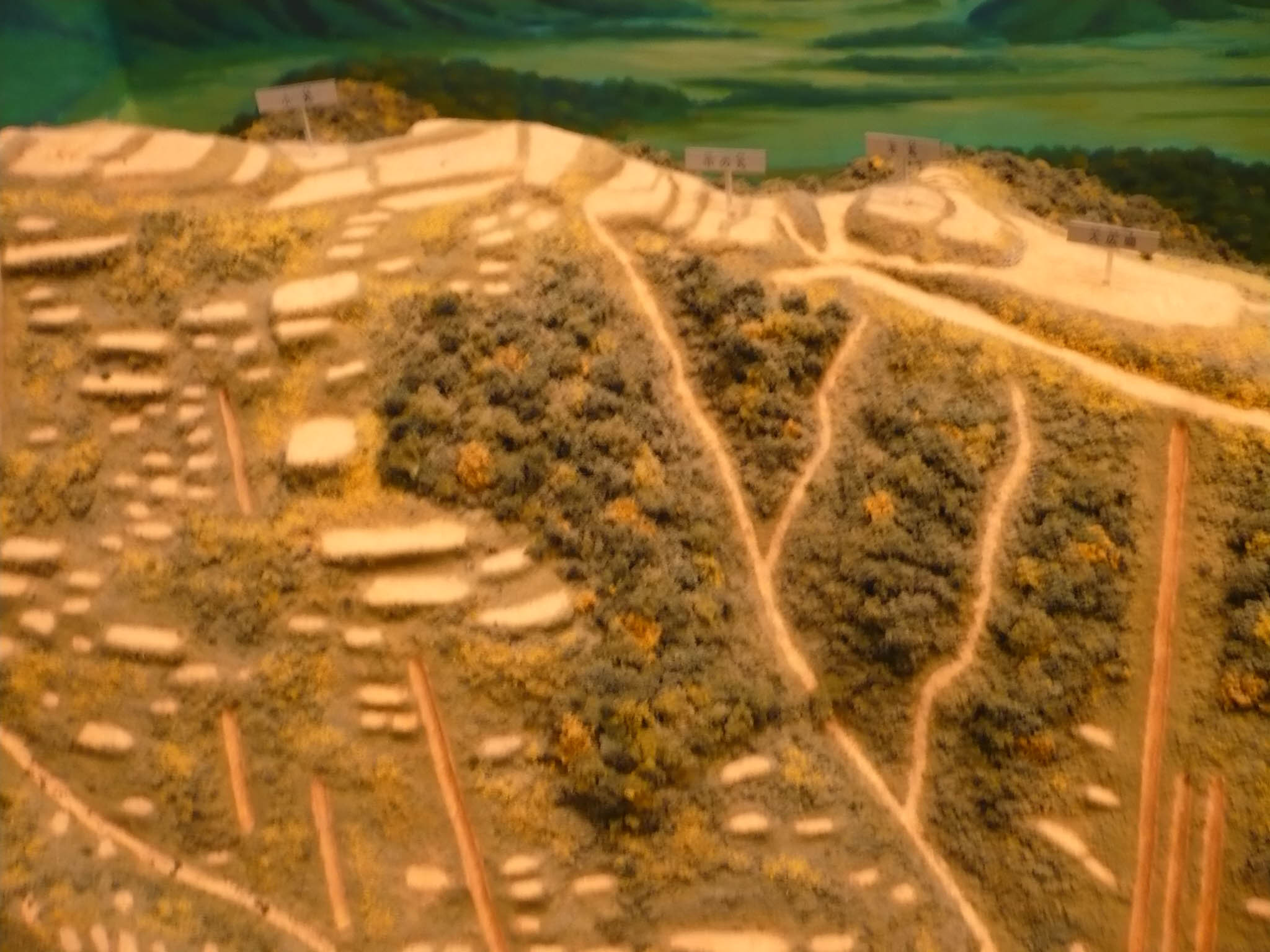
小谷城の復元模型

山王丸から谷筋へ下り、さらに山道を登った所に大嶽城があり、小谷城の支城の一つとして機能していた。ここは小谷城の主郭部からは100メートル以上高く、小谷山の頂上もここにある（海抜495メートル）。現在は元亀年間に朝倉軍が駐留した際に築かれたと考えられる、曲輪・横堀群などが残されている。これらの遺構は直角に成型されており、小谷城の主郭部より高度な技術がうかがわれる。
浅井亮政の築城当初は、小谷城はこの大嶽にあったとの説もある。考古学的に裏付けるものはないが、六角氏の天文年間の文書には、確かに「大嶽」の単語がいくつか見られる。

### 福寿丸・山崎丸
大嶽城から見ると南に二本尾根が分かれている。うち東側の一本が小谷城の主郭部であるが、西側のもう一本にも小規模ながら城郭の遺構が残されている。これらは大嶽城と同じく元亀年間に援軍に来た朝倉軍が築いたものと考えられ、江戸時代の地誌などから「福寿丸」「山崎丸」と現在では呼んでいる。これらの遺構は、長方形に成形され、当時としてはとても高度なものである。
一方、福寿丸や山崎丸に現在残る遺構は浅井・朝倉両氏滅亡後に羽柴秀吉によって築かれたものとする説が近年提示された。福寿丸と山崎丸の両方にある土塁挟みの虎口は、虎御前山城の（伝）木下秀吉陣に存在する虎口に類似しているが、朝倉氏の城にはみられない。また1575年（天正3年）の越前一向一揆の際、8月13日に織田信長は秀吉の守る小谷城に宿泊して軍の兵糧を調達し、翌14日に敦賀に着いたという記述が『信長公記』にあることによる。

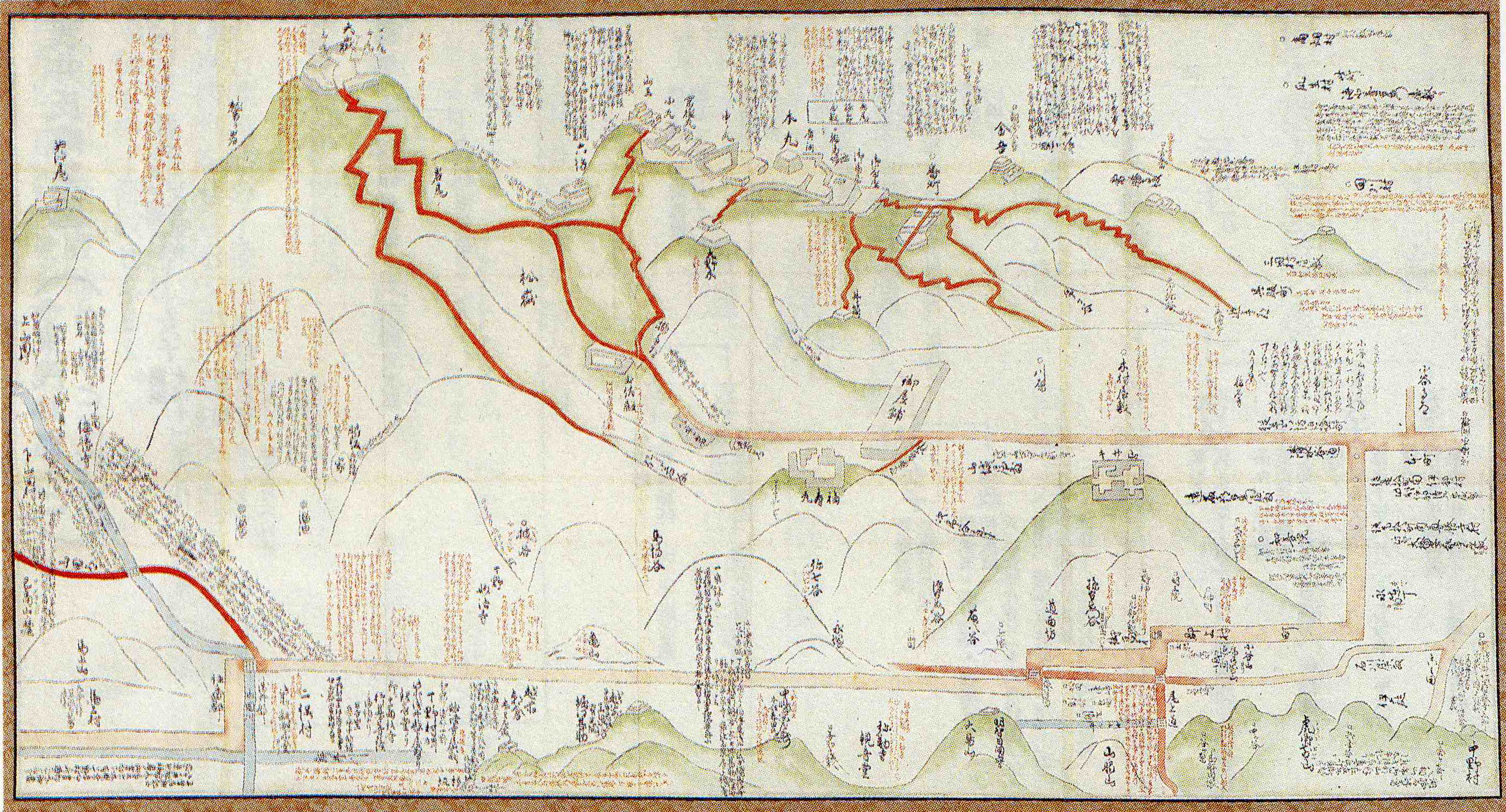
小谷城跡絵図／小谷城址保勝会蔵

## 城跡へのアクセス
- 電車でのアクセス

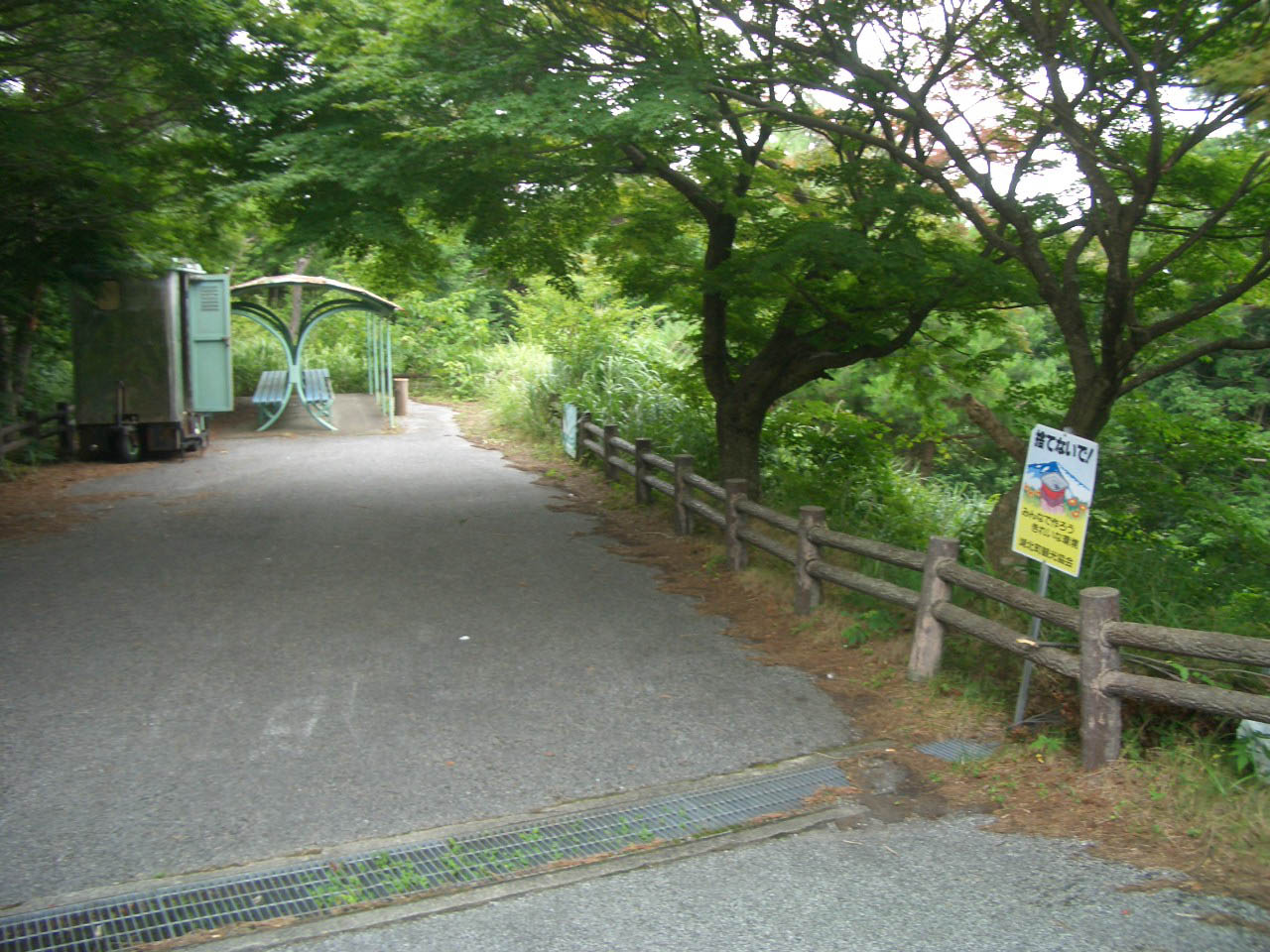
小谷城の駐車場

  - 西日本旅客鉄道（JR西日本）北陸本線「河毛駅」
- 貸自転車
  - 河毛駅コミュニティハウスで貸出
- 車でのアクセス
  - 北陸自動車道　長浜IC　→　国道365号　→　伊部林道
  - 山腹に無料駐車スペース有
- 徒歩でのアクセス
  - 河毛駅より徒歩約25分程度で登山口、登山口から本丸曲輪部分へは徒歩約25分　（道は岩が多く歩きづらい。）
- 熊出没注意。